# تشيستر لوميس
تشيستر لوميس هو محامي وقاضي وسياسي أمريكي، ولد في 1789، وتوفي في 1873. نشط حزبياً في الحزب الديمقراطي. وقد انتخب عضو مجلس ولاية نيويورك ‏.